# 菲律賓膜首鱈
菲律賓膜首鱈，為輻鰭魚綱鱈形目鼠尾鱈科的其中一種，分布於西太平洋菲律賓海域，屬深海底棲性魚類，深度318-439公尺，體長可達37公分，棲息在底層水域，生活習性不明。

## 扩展阅读
維基物種上的相關：菲律賓膜首鱈